# Iniciativa Portenya
Grup Polític Iniciativa Portenya és un partit polític valencià d'àmbit local, l'àmbit concret d'actuació del qual és el El Port. El seu objectiu principal és aconseguir la segregació del nucli urbà d'El Port, als seus estatuts apunten a que una vegada aconseguit aquest es dissoldrà el partit polític.
El partit es defineix com una "associació de caràcter civico-social que naix com a manifestació d'un sentiment porteny, sentiment de poble diferenciat". La marca política se sostinguda per l'associació de veïns que rep el mateix nom, Iniciativa Portenya. Fins a novembre de 2013 rebia el nom de Segregación Portenya.